# 세이빙 페이스
《세이빙 페이스》(영어: Saving Face)는 2004년 미국의 로맨틱 코미디 영화이다. 앨리스 우 감독의 데뷔작으로 그녀의 자전적인 이야기를 그린 작품이다. 《조이 럭 클럽》에 이어 중국계 미국인의 삶을 다룬 두 번째 할리우드 영화로 불린다.

## 줄거리
뉴욕에서 성공한 외과의사 윌은 레즈비언이지만 보수적인 어머니와 주변 사람들에게는 숨기고 살아간다. 어머니는 윌을 결혼시키기 위해 여러 모임을 주선하지만, 윌은 우연히 병원에서 만난 댄서 비비안에게 끌린다. 한편, 윌의 어머니는 미혼 임신으로 인해 집에서 쫓겨나 윌과 함께 살게 된다.
윌과 비비안은 서로에게 호감을 느끼고 데이트를 시작하지만, 윌은 어머니에게 비비안을 단순한 친구로 소개하며 공개적인 관계를 두려워한다. 어머니는 딸의 성향을 알고 있지만 현실을 부정하고, 임신한 아이의 아버지를 찾기 위해 여러 남자를 만나보지만 쉽지 않다. 그러던 중 15년 동안 자신을 짝사랑해온 남자의 진심에 흔들린다. 
비비안은 파리의 유명 발레 프로그램 합격 제안을 받고 고민하고, 윌은 비비안을 격려하며 떠나보내려 한다. 그러나 비비안의 아버지는 윌에게 딸을 설득해 파리에 가도록 종용하고, 윌은 비비안과의 관계에서 물러선다. 결국 비비안은 파리로 떠나기로 결정한다.
윌의 할머니가 갑작스럽게 세상을 떠나고, 어머니는 오랜 짝사랑을 받아들여 결혼을 결심한다. 결혼식에서 윌은 어머니의 아이 아버지가 오래전부터 어머니를 사랑했으며 결혼하고 싶어한다는 사실을 밝히고, 아이 아버지가 나이 차이가 많이 나는 약사라는 사실이 밝혀진다. 하지만 실제로는 그의 아들이 진짜 아버지였다. 윌은 어머니와 함께 결혼식장을 뛰쳐나와 버스를 타고 가며 웃고, 어머니와의 감정적인 대화 후 윌은 비비안을 찾아 공항으로 달려간다. 윌은 자신의 진심을 증명하기 위해 공개적인 키스를 요구하는 비비안에게 망설이다 결국 비비안을 떠나보낸다.
세 달 후, 윌은 어머니의 집들이에 참석한다. 그곳에서 비비안을 다시 만나고, 춤을 추며 키스한다. 처음에는 주변 사람들이 둘의 관계에 불편함을 느껴 자리를 뜨지만, 결국 모두 함께 춤을 추며 마무리된다. 영화는 윌과 비비안이 약혼하고, 윌의 어머니가 윌에게 아이를 갖는 것에 대해 묻는 장면으로 끝을 맺는다.

## 출연진
- 린 첸 - 비비언 싱
- 미셸 크루지 - 윌헬미나 팡 / 샤오웨이
- 진충 - 가오후이란
- 진 왕 - 와이궁
- 광 란 고 - 와이포
- 제시카 헥트 - 랜디
- 아토 에산도 - 제이
- 왕뤄융 - 닥터 싱
- 데이비드 시 - 노먼
- 브라이언 양 - 유
- 너새니얼 겡 - 스팀슨 조
- 마오 자오 - 유 노인